# Idanophana missionarius
Idanophana missionarius är en tvåvingeart som beskrevs av Steyskal 1971. Idanophana missionarius ingår i släktet Idanophana och familjen fläckflugor. Inga underarter finns listade i Catalogue of Life.